# Joseph Brodsky
Iósif Brodski (en ruso: Иóсиф Алекса́ндрович Брóдский, Iósif Aleksándrovich Brodski; Leningrado —actual San Petersburgo—, 24 de mayo de 1940-Nueva York, 28 de enero de 1996), posteriormente conocido como Joseph Brodsky, fue un poeta rusoestadounidense de origen judío. Se le considera como uno de los poetas más grandes de la época soviética junto con Borís Pasternak y Anna Ajmátova, el más importante en lengua rusa de la segunda mitad del siglo XX.[cita requerida] Ganó el Premio Nobel de Literatura en 1987.

## Biografía

### Estancia en URSS (1940-1972)
Nació en la familia de un fotógrafo judío que trabajaba para la marina soviética. Expulsado de siete escuelas, a la edad de 15 años tenía trabajos eventuales, generalmente, aparte de los de la traducción, de mecánico. Reconocido como un extraordinario traductor desde la edad de diecinueve-veinte años por los maestros de la traducción en Rusia, Joseph Brodsky tenía sin embargo dos características que no le gustaban a muchos: los poemas que escribía eran líricos, no cantaban la gloria de la URSS sino la fatalidad humana, y estaba excesivamente seguro de sí mismo y de su poesía. En una ocasión, una revista de Moscú le pidió unos poemas suyos. Cuando Brodsky les llamó para saber cómo iba la edición, le comunicaron que publicarían solamente una selección. Brodsky se molestó porque el poemario debía salir completo por su coherencia, y ante el rechazo, retiró los poemas y los insultó por teléfono desde Leningrado. Asistió a la secundaria hasta sus quince años y luego se convirtió en autodidacta. 
Formó parte de los Huérfanos de Ajmátova junto a Yevgueni Rein, Anatoli Naiman, y Dmitri Bóbyshev, un grupo de poetas protegidos por Ajmátova. En 1964, se lo acusó de "parasitismo social" (тунеядство - tunieyádstvo) y se lo condenó a cinco años de trabajos forzados, de los cuales cumplió solo uno gracias a la intervención de Kornéi Chukovski, Dmitri Shostakóvich, Anna Ajmátova, Samuíl Marshak, Yevgueni Yevtushenko, el filósofo francés Jean-Paul Sartre. Desde entonces, conservó una actitud de discreción hacia el régimen y, si bien nunca fue afiliado a la discrepancia política que tantos intelectuales compartían, sí mostró reserva en su relación con las autoridades soviéticas, como lo demuestra su negativa a pedir visado para concurrir a un encuentro internacional de poesía celebrado en Londres en 1969 y al Festival de los Dos Mundos de Spoleto (Italia).

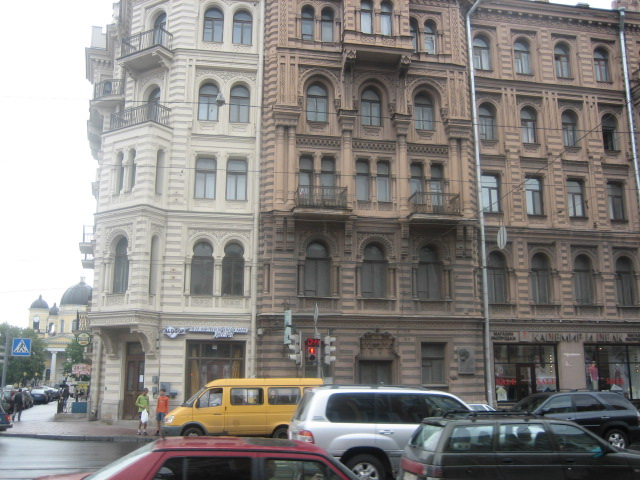
La residencia Muruzi, en San Petersburgo, en donde se puede ver una placa en memoria de Brodsky en el medio del piso bajo del edificio marrón.

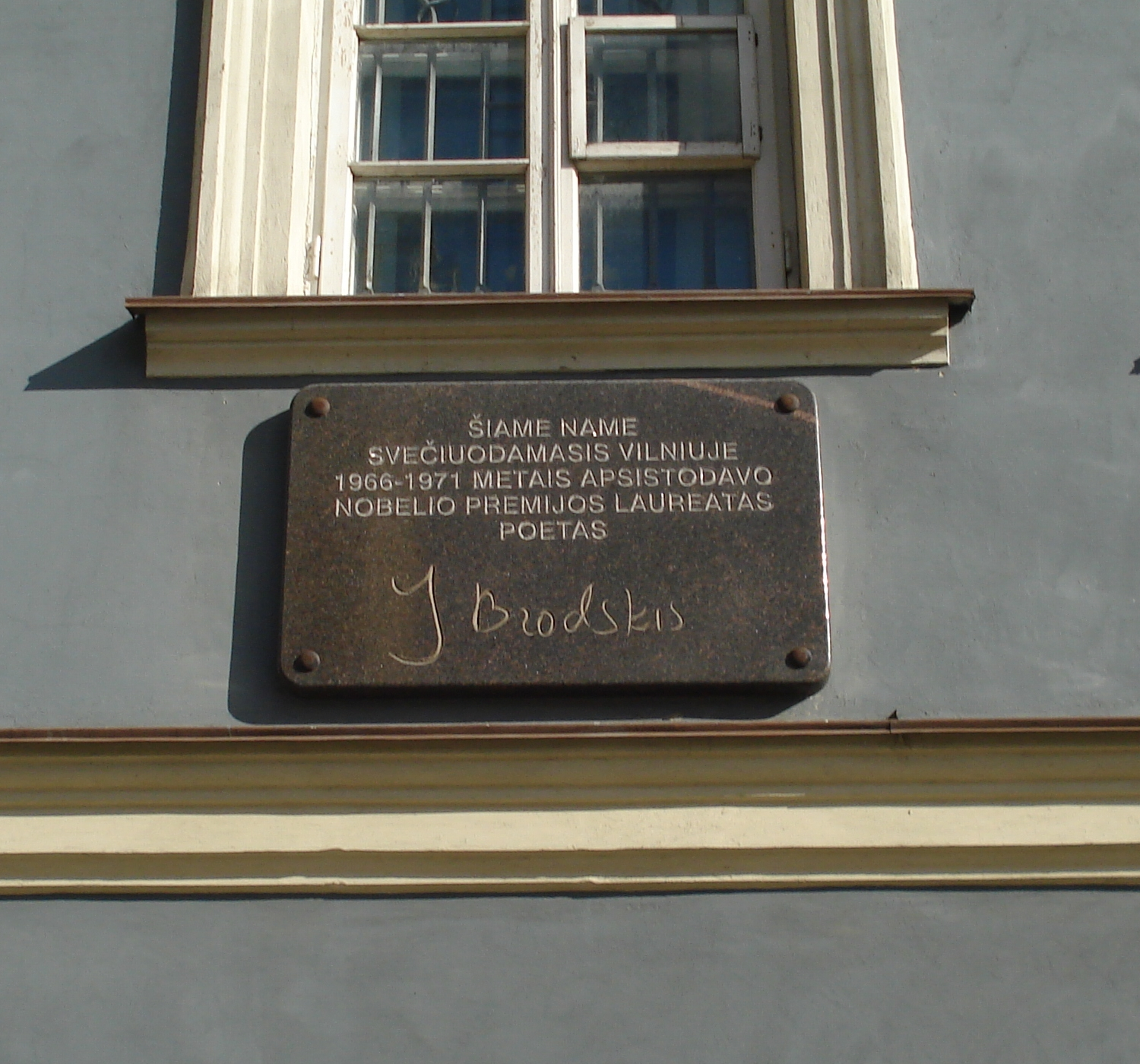
Placa en recuerdo de dónde vivió Brodsky en Vilna.

### Emigración a los Estados Unidos (1972-1996)
En mayo de 1972, las autoridades soviéticas le sugirieron que abandonara la URSS amenazándole, en caso contrario, con unos "días calientes", según la expresión del propio Brodsky. El 4 de junio de 1972, Brodsky abandonó su país con una maleta que contenía la máquina de escribir y un libro de poemas de John Donne.

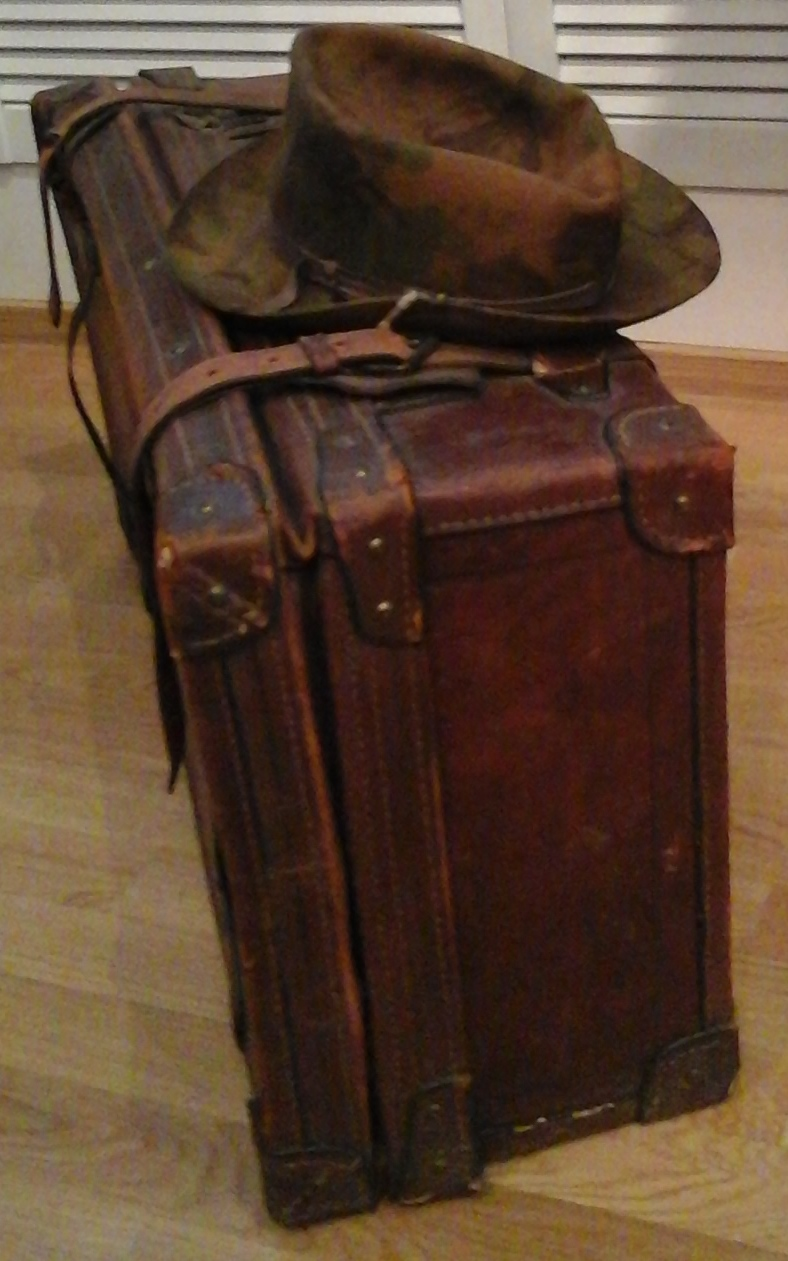
La maleta con la que Brodsky abandonó su patria el 4 de junio de 1972, en la que llevaba una máquina de escribir, dos botellas de vodka y una colección de poemas de John Donne. La maleta se exibe en el Museo de Anna Ajmátova de San Petersburgo.

En 1972, tuvo dos breves estadías en Viena y Londres y finalmente se asentó en Estados Unidos, donde compaginó su labor poética con clases de literatura en diversas universidades norteamericanas. Adquirió su nueva nacionalidad en 1977. En uno de sus poemas describe los obstáculos que encontró para plasmar sus ideas y sentimientos en inglés, su nuevo idioma.
Su conocimiento de la poesía inglesa, y su enraizado sentido del aislamiento y la melancolía, lo llevaron a cultivar una poesía de meditación nocturna, como el largo poema Elegy to John Donne (1967). De su período en el exilio, que constituye la mayor parte de su vida, cabe destacar los poemarios El fin de la bella época (1976), Parte de la oración (1977), En Inglaterra (1977), Nuevas estancias a Augusta (1983), Urania (1987) y Paisaje con inundación (1996).
También fue miembro de la sección de traductores de la Unión de Escritores de San Petersburgo, llamándose a sí mismo "poeta-traductor". Fue miembro asimismo de la American Academy of Arts and Letters. Publicó, además, dos obras de teatro y un gran número de ensayos recogidos en varios volúmenes, entre ellos Del dolor y la razón (1995). 
Joseph Brodsky falleció en Nueva York el 28 de enero de 1996 de un ataque al corazón. Por expreso deseo suyo, sus cenizas se enviaron a Venecia, siendo enterradas en el cementerio histórico de la Isla de San Michele.

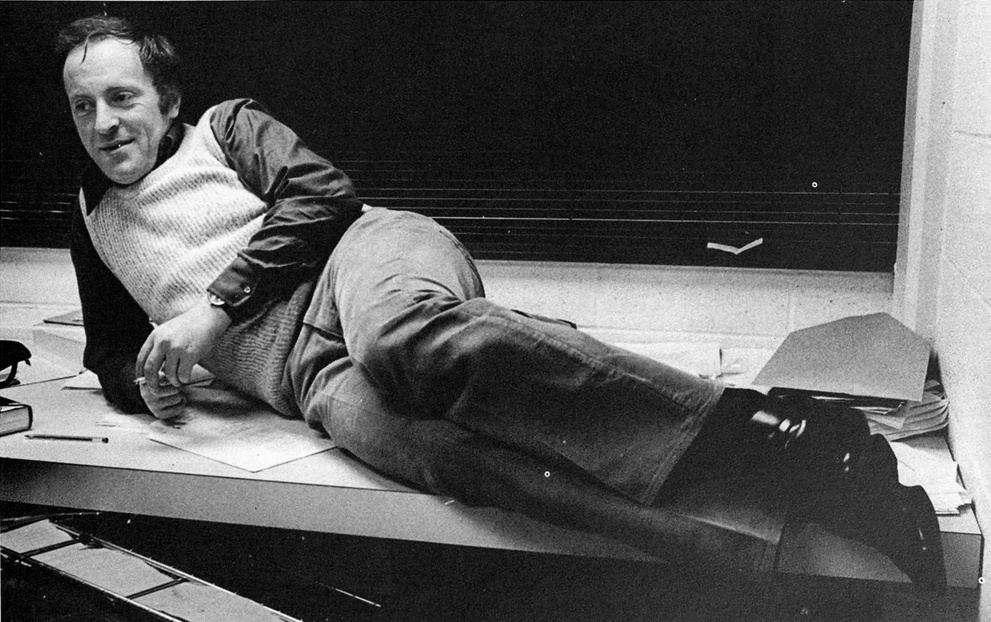
Brodsky enseñando en la Universidad de Míchigan, hacia 1972.

## Reconocimientos
En 1981, recibió el premio John D. y Catherine T. MacArthur, seguido de un premio Guggenheim. También el Premio Nacional del Libro por el libro de ensayos Less Than One.
Se le otorgó el Premio Nobel de Literatura en 1987 por toda una obra que singulariza por su vitalidad y por su esfuerzo analítico de un Universo en equilibrio, sobre un fundamento religioso, aunque no testimonial.

## Obra

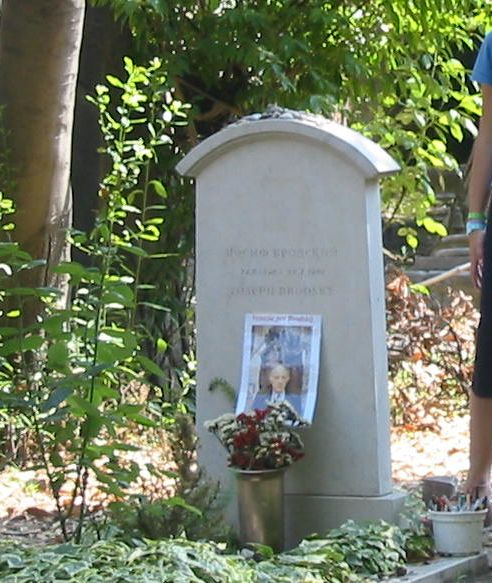
Tumba de Brodsky en Venecia.

### En inglés, incluidas traducciones al inglés
Poesía
- 1967: Elegía para John Donne y otros poemas, selección, traducción y prólogo de Nicholas William Bethell, Londres: Longman
- 1968: Velka elegie, Paris: Edice Svedectvi
- 1972: Poemas, Ann Arbor, Míchigan: Ardis
- 1973: Poemas seleccionados, traducción del ruso por George L. Kline. New York: Harper & Row
- 1977: A Part of Speech
- 1977: Poems and Translations, Keele: Universidad de Keele
- 1980: A Part of Speech, New York: Farrar, Straus & Giroux
- 1981: Verses on the Winter Campaign 1980, translation by Alan Meyers. – London: Anvil Press
- 1988: To Urania : Selected Poems, 1965-1985, New York: Farrar, Straus & Giroux
- 1995: On Grief and Reason: Essays, New York: Farrar, Straus & Giroux
- 1996: So Forth : Poems, New York: Farrar, Straus & Giroux
- 1999: Discovery, New York: Farrar, Straus & Giroux
- 2000: Collected Poems in English, 1972-1999, editado por Ann Kjellberg, New York: Farrar, Straus & Giroux
- 2001: Nativity Poems, traducido por Melissa Green – New York: Farrar, Straus & Giroux.

Ensayos
- 1986: Less Than One: Selected Essays, New York: Farrar, Straus & Giroux, ganador del National Book Critics Circle Award
- 1992: Watermark, Noonday Press; New York: Farrar, Straus & Giroux
- 1996: On Grief and Reason

Obras de teatro
- 1989: Marbles : a Play in Three Acts, tranducido por Alan Myers con Joseph Brodsky. – New York: Farrar, Straus & Giroux
- 1991: Democracy!

Entrevistas
- 2003: Joseph Brodsky: Conversaciones

### Obras en ruso
- 1965: Stikhotvoreniia i poemy, Washington, D.C. : Inter-Language Literary Associates
- 1970: Ostanovka v pustyne, New York: Izdatel'stvo imeni Chekhova (Rev. ed. Ann Arbor, Mich.: Ardis, 1989)
- 1977: Chast' rechi: Stikhotvoreniia 1972-76, Ann Arbor, Mich.: Ardis
- 1977: Konets prekrasnoi epokhi : stikhotvoreniia 1964-71, Ann Arbor, Mich.: Ardis
- 1977: V Anglii, Ann Arbor, Mich.: Ardis
- 1982: Rimskie elegii, New York: Russica
- 1983: Novye stansy k Avguste : stikhi k M.B., 1962-1982, Ann Arbor, Mich.: Ardis
- 1984: Mramor, Ann Arbor, Mich.: Ardis
- 1984: Uraniia : novaia kniga stikhov, Ann Arbor, Mich.: Ardis
- 1989: Ostanovka v pustyne, edición revisada, Ann Arbor, Mich.: Ardis, 1989 (original edition: New York: Izdatel'stvo imeni Chekhova, 1970)
- 1990: Nazidanie : stikhi 1962-1989, Leningrado : Smart
- 1990: Chast' rechi : Izbrannye stikhi 1962-1989, Moscow: Khudozhestvennaia literatura
- 1990: Osennii krik iastreba : Stikhotvoreniia 1962-1989, Leningrado: KTP LO IMA Press
- 1990: Primechaniia paporotnika, Bromma, Suecia: Hylaea
- 1991: Ballada o malen'kom buksire, Leningrado: Detskaia literatura
- 1991: Kholmy : Bol'shie stikhotvoreniia i poemy, San Petersburgo: LP VTPO "Kinotsentr"
- 1991: Stikhotvoreniia, Tallinn: Eesti Raamat
- 1992: Naberezhnaia neistselimykh: Trinadtsat' essei, Moscú: Slovo
- 1992: Rozhdestvenskie stikhi, Moscow: Nezavisimaia gazeta (edición revisada en 1996)
- 1992-1995: Sochineniia, St. Petersburg: Pushkinskii fond, 1992-1995, cuatro volúmenes
- 1992: Vspominaia Akhmatovu / Joseph Brodsky, Solomon Volkov, Moscú: Nezavisimaia gazeta
- 1992: Forma vremeni : stikhotvoreniia, esse, p'esy, Minsk: Eridan, dos volúmenes
- 1993: Kappadokiia. – San Petersburgo
- 1994: Persian Arrow/Persidskaia strela, con dibujos de Edik Steinberg. – Verona: * Edizione d'Arte Gibralfaro & ECM
- 1995: Peresechennaia mestnost ': Puteshestviia s kommentariiami, Moscow: Nezavisimaia gazeta
- 1995: V okrestnostiakh Atlantidy : Novye stikhotvoreniia, St. Petersburg: Pushkinskii fond
- 1996: Peizazh s navodneniem, compilado por Aleksandr Sumerkin. – Dana Point, Cal.: Ardis
- 1996: Rozhdestvenskie stikhi, Moscú: Nezavísimaia gazeta, edición revisada de un trabajo publicado originalmente en 1992
- 1997: Brodskii o Tsvetaevoi, Moscú: Nezavísimaia gazeta
- 1998: Pis'mo Goratsiiu, Moscú: Nash dom
- 1996 y después: Sochineniia, San Petersburgo: Pushkinskii fond, ocho volúmenes
- 1999: Gorbunov i Gorchakov, San Petersburgo: Pushkinskii fond
- 1999: Predstavlenie : novoe literaturnoe obozrenie, Moscú
- 2000: Ostanovka v pustyne, San Petersburgo: Pushkinskii fond
- 2000: Chast' rechi, San Petersburgo: Pushkinskii fond
- 2000: Konets prekrasnoi epokhi, San Petersburgo: Pushkinskii fond
- 2000: Novye stansy k Avguste, San Petersburgo: Pushkinskii fond
- 2000: Uraniia, San Petersburgo: Pushkinskii fond
- 2000: Peizazh s navodneniem, San Petersburgo: Pushkinskii fond
- 2000: Bol'shaia kniga interv'iu, Moscú: Zakharov
- 2001: Novaia Odisseia : Pámiati Iósifa Bródskogo, Moscú: Staroe literaturnoe obozrenie
- 2001: Peremena imperii : Stikhotvoreniia 1960-1996, Moscú: Nezavísimaia gazeta
- 2001: Vtoroi vek posle nashei ery : dramaturgiya Iósifa Bródskogo, San Petersburgo: Zvezdá

## Obra traducida al español
- La canción del péndulo (Less than one). traducción de Esteban Riambau Saurí, Juan Gabriel López Guix y Marco-Aurelio Galmarini. Barcelona: Versal, 1988. 251 p.; 23 cm. (Biblioteca del Corondel)
- Etcétera (So forth). traducción de Alejandro Valero. Madrid: Cátedra, 1998. 149 p.; 21 cm. (Poesía)
- Marca de agua (Watermark). Traducción de Horacio Vázquez Rial. Barcelona: Edhasa, 1993. 106 p.; 20 cm. (Narrativas Contemporáneas; 138)
- Menos que uno (Less than one); traducción de Roser Berdagué Costa y Esteban Riambau Saurí. Barcelona: Versal, 1987. 219 p.; 23 cm. (Biblioteca del Corondel)
- Parte de la Oración y otros poemas (A part of speech). Traducido del ruso por Amaya Lacasa y Ramón Buenaventura. Barcelona: Versal, 1991. 107 p.; 22 cm. (Travesías)
- Del dolor y la razón (On grief and reason). Ensayos. Traducción de Antoni Martí García. Barcelona: Áncora y Delfín, 1998.
- No vendrá el diluvio tras nosotros (Antología poética). Traducción, selección y prólogo de Ricardo San Vicente. Barcelona: Galaxia Gutenberg/Círculo de Lectores, 2001.
- Poemas de Navidad (Nativity Poems). Traducción de Svetlana Maliávina y Juan José Herera de la Muela. Madrid: Visor, 2006.
- Y así por el estilo (So Forth). Traducción de José Luis Rivas. Veracruz: Universidad Veracruzana, 2009.
- Pushkin, Mandelshtam, Pasternak, Brodsky, La mariposa en la estrella. Traducción y ensayos de Víctor Toledo. Buenos Aires: Leviatán, 2001.

### Influencias
El bibliotecario del Congreso, Dr. James Billington, escribió:

Fue el protegido favorito de la gran dama de Petersburgo, Anna Ajmátova, y oírle leer sus poemas en ruso en la Biblioteca del Congreso era una experiencia que ponía los pelos de punta incluso si uno no entendía la lengua rusa. Joseph Brodsky era la encarnación de las esperanzas no sólo de Anna Ajmátova, la última de las grandes poetisas petersburguesas de principios de siglo, sino también de Nadezhda Mandelstam, la viuda de otro gran poeta martirizado Ósip Mandelshtam. Ambas veían a Joseph como parte de la luz guía que algún día podría conducir a Rusia de vuelta a sus propias raíces profundas.

Brodsky también estuvo profundamente influenciado por los poetas metafísicos ingleses, desde John Donne hasta Auden. Muchas obras fueron dedicadas a otros escritores como Tomas Venclova, Octavio Paz, Robert Lowell, Derek Walcott y Benedetta Craveri.
Se considera que la obra de Brodsky se ha visto vitalmente enriquecida por el trabajo de reconocidos traductores. A Part of Speech (Nueva York y Oxford, 1980), su segunda gran colección en inglés, incluye traducciones de Anthony Hecht, Howard Moss, Derek Walcott y Richard Wilbur. El crítico y poeta Henri Cole señala que las "propias traducciones de Brodsky han sido criticadas por su turgencia, por carecer de un sentido nativo de la musicalidad" 

## Estudios sobre su obra
- Antonio Martínez Illán Seis poemas de Joseph Brodsky. Colección Cátedra Félix Huarte / Eunsa, Pamplona, 2005.
- Bethea, David (1994) Joseph Brodsky and the Creation of Exile, Princeton University Press (Princeton, NJ)
- Berlina, Alexandra (2014). Brodsky Translating Brodsky. Bloomsbury (New York; Anna Balakian Prize 2013-2016)
- Miłosz, Czesław and Haven, Cynthia L. (Ed.) (2006) Czesław Miłosz: Conversations. Includes "Interview between Joseph Brodsky and Czeslaw Milosz". University Press of Mississippi ISBN 978-1-57806-829-6
- Loseff, Lev (2010) Joseph Brodsky: a Literary Life, Yale University Press (New Haven, CT)
- Speh, Alice J (1996) The Poet as Traveler: Joseph Brodsky in Mexico and Rome, Peter Lang (New York, NY)
- Shtern, Ludmila (2004) Brodsky: A Personal Memoir, Baskerville Publishers ISBN 978-1-880909-70-6